# Itilleq

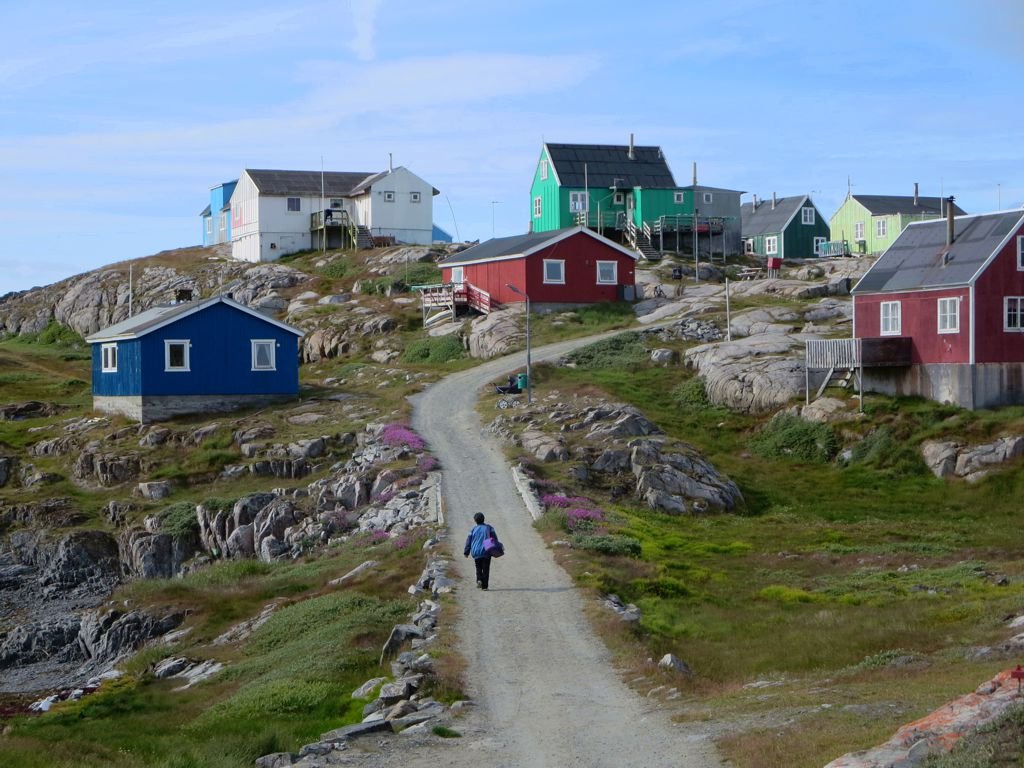

Itilleq (Itivdleĸ avant 1973) est un village groenlandais situé dans la municipalité de Qeqqata près de Sisimiut au sud-ouest du Groenland. La population était de 116 habitants en 2009.